# Suecia en los Juegos Olímpicos de Sapporo 1972
Suecia estuvo representada en los Juegos Olímpicos de Sapporo 1972 por un total de 58 deportistas que compitieron en 9 deportes.  
El portador de la bandera en la ceremonia de apertura fue el patinador de velocidad Hasse Börjes.

## Medallistas
El equipo olímpico sueco obtuvo las siguientes medallas:
| Nombre              | Deporte               | Competición |
| ------------------- | --------------------- | ----------- |
| Oro                 |                       |             |
| Sven-Åke Lundbäck   | Esquí de fondo        | 15 km M     |
| Plata               |                       |             |
| Hasse Börjes        | Patinaje de velocidad | 500 m M     |
| Bronce              |                       |             |
| Lars-Göran Arwidson | Biatlón               | 20 km M     |
| Göran Claeson       | Patinaje de velocidad | 1500 m M    |